# Kamionka Wołoska (gmina)
Kamionka Wołoska – dawna gmina wiejska istniejąca w latach 1934–1939 w woj. lwowskim (dzisiejszy obwód lwowski). Siedzibą władz gminy znajdowała się na terenie okolicy szlacheckiej Kamionka Wołoska (obecnie na Ukrainie).
Gmina zbiorowa Kamionka Wołoska została utworzona 1 sierpnia 1934 roku w powiecie rawskim w woj. lwowskim z dotychczasowej jednostkowej wiejskiej gminy Kamionka Wołoska. Dotychczasowa gmina jednostkowa była największą ludnościowo gminą w woj. lwowskim, liczyła aż 9274 mieszkańców i składała się z 9 miejscowości (większość gmin składała się z jednej), przez co przewyższała wielokrotnie wiele gmin zbiorowych w województwach byłego zaboru rosyjskiego.
Po wojnie obszar gminy Kamionka Wołoska znalazł się w ZSRR.